# Mustang Sally

Mustang Sally est une chanson de rhythm and blues écrite et interprétée par Mack Rice (en) en 1965. La chanson gagne en popularité lors de sa reprise par Wilson Pickett en 1966. Andrew Strong (pour le film Les Commitments), Buddy Guy et The Young Rascals ont également repris cette chanson.